# A Collection (album Josha Grobana)
A Collection – album kompilacyjny amerykańskiego piosenkarza i autora piosenek Josha Grobana, wydany w 2008.

## Informacje o albumie
Producentem albumu był David Foster.
Na składankę złożyły się utwory wykonawcy z jego poprzednich albumów studyjnych: Josh Groban (2001), Closer (2003), Awake (2006) oraz piosenka "Anthem" z musicalu Chess. Nowym utworem jest koncertowa wersja piosenki "Weeping", pochodząca z płyty Awake, w której obok artysty wystąpił południowoafrykański wokalista i autor piosenek Vusi Mahlasela oraz Soweto Gospel Choir.
Na drugim krążku znalazło się pięć utworów ze świątecznego albumu Grobana z 2007 Noël oraz hiszpańska wersja kolędy "Cicha noc" ("Noche de Paz").

## Lista utworów

### Pierwszy dysk
1. Oceano - 4:04
muzyka i tekst: Leo Z, Andrea Sandri, Mauro Malavasi
2. February Song - 5:14
muzyka i tekst: Josh Groban, Marius de Vries, John Ondrasik
3. You Are Loved (Don't Give Up) - 4:50
muzyka i tekst: Thomas Salter
4. You Raise Me Up - 4:51
muzyka i tekst: Brendan Graham, Rolf Løvland
5. In Her Eyes - 4:56
muzyka i tekst: Michael Hunter Ochs, Jeff Cohen, Andy Selby
6. Awake - 5:14
muzyka i tekst: Josh Groban, Eric Mouquet, Dave Bassett
7. Alla Luce del Sole - 4:18
muzyka i tekst: Maurizio Fabrizio, Guido Morra
8. To Where You Are - 3:55
muzyka i tekst: Richard Marx, Linda Thompson
9. Anthem - 3:43
muzyka i tekst: Björn Ulvaeus, Benny Andersson, Tim Rice
10. Per Te - 4:17
muzyka i tekst: Marco Marinangeli, Walter Afanasieff, Josh Groban
11. Remember When it Rained - 4:41
muzyka i tekst: Eric Mouquet,  Josh Groban
12. Weeping - 5:35
Śpiew: Vusi Mahlasela, The Soweto Gospel Choir; muzyka i tekst: EDan Heymann
13. Aléjate - 4:51
muzyka i tekst: Albert Hammond, Marti Sharron
14. Hymne à l’amour - 4:05
muzyka i tekst: Édith Piaf, Marguerite Monnot, Geoffrey Parsons
15. Cinema Paradiso (Se) - 3:27
muzyka i tekst: Ennio Morricone, Andrea Morricone, Alessio de Sensi
16. Smile - 3:44
muzyka i tekst: Charlie Chaplin, John Turner, Parsons

### Drugi dysk
1. Silent Night – 4:11
muzyka i tekst: Joseph Mohr, Franz Xaver Gruber
2. The Little Drummer Boy – 4:20
Śpiew: Andy McKee, Gigi Hadid; muzyka i tekst: Katherine K. Davis
3. Ave Maria – 5:17
4. Panis Angelicus – 4:19
muzyka: César Franck
5. Petit Papa Noël - 4:05
muzyka i tekst: Raymond Vincy, Henri Martinet
6. Noche de Paz (Silent Night) – 4:11
muzyka i tekst: Joseph Mohr, Franz Xaver Gruber